# Economía de Mayotte
La economía de Mayotte se basa principalmente en el sector agrícola, incluida la pesca y la ganadería. La isla de Mayotte no es autosuficiente y debe importar una gran parte de sus necesidades alimentarias, principalmente de la Francia metropolitana. La economía y el desarrollo futuro de la isla dependen en gran medida de la asistencia financiera francesa, un complemento importante del PIB. La ubicación remota de Mayotte es un obstáculo para el desarrollo del turismo.